# XCOM 2
XCOM 2 – strategiczna gra turowa stworzona przez Firaxis Games i wydana przez 2K Games. W lutym 2016 roku została wydana wersja na systemy Microsoft Windows, OS X i Linux, a we wrześniu na konsole PlayStation 4 i Xbox One. Wydarzenia w XCOM 2 toczą się 20 lat po wydarzeniach z XCOM: Enemy Unknown. Tajna organizacja wojskowa XCOM próbuje walczyć z inwazją obcych, przegrała wojnę, a teraz stawia opór okupacji Ziemi przez obcych.
W ciągu tygodnia od premiery na Steamie sprzedano ponad 500 tys. cyfrowych kopii gry.
W sierpniu 2017 roku został wydany dodatek do gry pod tytułem XCOM 2: War of the Chosen.

## Fabuła
Akcja gry toczy się w 2035 roku, 20 lat po wydarzeniach z XCOM: Enemy Within, według scenariusza, w którym ludzkość została pokonana przez kosmitów. Organizacja XCOM okazała się niezdolna do powstrzymania inwazji obcych i została zdradzona przez radę narodów, która poddała się obcym. XCOM stała się ruchem oporu przeciwko obcym. Biorąc pod uwagę partyzancki charakter walki i przestarzałą technologię, którą posługuje się XCOM, okazuje się, że walka z obcymi nie jest równa. Większość członków organizacji poddała się najeźdźcom i zapomniała o swojej przeszłości, a część z nich, jak oficer Bradford, ukrywa się przed nimi. Ziemia jest teraz kontrolowana przez administrację Advent, a XCOM została zapomniana. Advent dołożył wszelkich starań, aby poprawić opinię ludzi na temat obcych, zwłaszcza poprzez propagowanie przekonania, że obcy mieli pokojowe zamiary, a siły Ziemi zareagowały agresywnie i z uprzedzeniami. Do gry, jako baza gracza wprowadzony został Avenger, mobilny sterowiec nazwany tak samo jak statek z UFO: Enemy Unknown, będący statkiem obcych zmodernizowanym na potrzeby XCOM.
Gracz ponownie wciela się w rolę dowódcy, który został porwany przez obcych. Wszczepiono mu implant do mózgu, aby najeźdźcy mogli wykorzystać jego strategiczne myślenie. Bohater zostaje odbity przez oficera Bradforda i razem uciekają do tajnej bazy XCOM.

## Produkcja
25 maja 2015 roku powstała strona zatytułowana „Advent Future”, będąca zapowiedzią gry. Zawierała reklamę administracji Advent, której celem było „stworzenie świata wolnego od głodu, bólu, chorób i wojny”. W późniejszym okresie zamieszczono na stronie informację, że organizacja miała złowieszcze plany. 1 czerwca 2015 roku IGN oficjalnie poinformowało o rozpoczęciu prac nad grą i przedstawiono pierwszy zwiastun, a gameplay został zaprezentowany 15 czerwca w trakcie Electronic Entertainment Expo 2015. Jake Solomon, reżyser XCOM: Enemy Unknown, powrócił do kierowania zespołem pracującym nad XCOM 2. Według niego opinie graczy o Enemy Unknown „odgrywały ważną rolę w rozwoju XCOM 2”.
Według Jake’a Solomona gra jest cały czas udoskonalana, dlatego wprowadzono zmiany w klasach postaci i dodano niewidzialność. Mimo wprowadzenia niewidzialności gracze nie będą mogli przejść poziomu z pominięciem walki.
Koncepcja poziomów generowanych procedurowo została wcześniej usunięta z Enemy Unknown, ponieważ Firaxis miało powody, aby sądzić, że byłoby to niekorzystne dla rozgrywki. Uważali również, że obiekty generowane procedurowo nie pasowałyby do atmosfery gry. W rezultacie Enemy Unknown zawiera ręcznie rysowane mapy stworzone przez studio Firaxis. Chociaż odbiór map był ogólnie pozytywny, to nie gracze zwracali uwagę na ich powtarzalność. W XCOM 2 każda mapa zawierała „dziury”, w których pojawiają się losowo wybrane obiekty o różnych rozmiarach i kształtach.
DeAngelis i Solomon stwierdzili, że brak wsparcia dla modów w Enemy Unknown był błędem. W rezultacie w XCOM 2 ma znacznie większe możliwości modyfikacji. Ponadto Firaxis wydał Unreal Development Kit, który pozwala graczom tworzyć własne modyfikacje. Solomon stwierdził, że pozwoli to na wydłużenie czasu życia gry i wsparcia dla niej. Studio zdało sobie sprawę z możliwości ulepszania gry, gdy odkryli rozszerzenie zatytułowane Long War. Po nawiązaniu współpracy z Long War Studios (obecnie Pavonis Interactive) 19 stycznia 2017 roku uruchomiono Long War 2.
Rozwijając grę twórcy inspirowali się filmami Elizjum, Niepamięć i Łowca androidów, a podczas projektowania broni, postaci i środowisk gry, zespół grał w inne produkcje science fiction.